# Brandweer (single)
Brandweer is de Nederlandstalige debuutsingle van de Belgische band Clouseau uit 1987. Er werden 427 stuks van verkocht.
De B-kant van de single was het liedje September.
Het nummer verscheen op het album Hoezo? uit 1989. Het was zelf in 1990 in een "redelijk akoestische" versie als B-kant van de single Wil niet dat je weggaat te vinden. Dat lied is ook afkomstig van hetzelfde album. 

## Meewerkende artiesten
- Muzikanten:
  - Bob Savenberg (drums)
  - Tjenn Berghmans (gitaar)
  - Karel Theys (basgitaar)
  - Koen Wauters (zang)
  - Kris Wauters (keyboard)